# 히가시토야마역
히가시토야마역(일본어: 東富山駅, ひがしとやまえき)은 일본 도야마현 도야마시에 있는 아이노카제토야마 철도의 철도역이다.

## 역 구조
2면 3선 구조의 지상역이다. 역사는 단식 구조인 1번 승강장 쪽에 있으며, 다른 승강장과는 구름다리로 이어져 있다.
도야마 지역 철도부가 관리하는 업무 위탁역으로, 영업은 JR 서일본 가나자와 메인텍이 대신 하고 있다. 초록 창구는 오전 7시 5분부터 오후 7시 30분까지만 영업한다.

### 승강장
| 1 | ■ 아이노카제토야마 철도선 | 하행 | 우오즈 · 도마리 · 이토이가와 방면 |             |
| 2 | ■ 아이노카제토야마 철도선 | 하행 | 우오즈 · 도마리 · 이토이가와 방면 | (일부 열차) |
| 2 | ■ 아이노카제토야마 철도선 | 상행 | 도야마 · 가나자와 방면            | (일부 열차) |
| 3 | ■ 아이노카제토야마 철도선 | 상행 | 도야마 · 가나자와 방면            |             |

## 역세권 정보
- 국도 제415호선

## 역사
- 1908년 11월 16일: 관설철도 (뒷날의 일본국유철도) 도야마 역 ~ 우오즈 역 구간 개통과 동시에 "히가시이와세 역"으로 개업.
- 1934년: "하마구로사키 역"으로 개명.
- 1950년 5월 20일: 지금의 "히가시토야마 역"으로 개명.
- 1987년 4월 1일: 민영화에 따라 서일본 여객철도의 소속이 되었다.
- 2015년
  - 3월 14일: 호쿠리쿠 신칸센의 연장 개통으로 아이노카제토야마 철도로 소속이 이관되었다.
  - 3월 26일: ICOCA 도입.

## 인접역
| 아이노카제토야마 철도 ■ 아이노카제토야마 철도선 | 아이노카제토야마 철도 ■ 아이노카제토야마 철도선 | 아이노카제토야마 철도 ■ 아이노카제토야마 철도선 |
| ----------------------------------------------- | ----------------------------------------------- | ----------------------------------------------- |
| 신토야마구치 가나자와 방면                      | 보통                                            | 미즈하시 도마리 방면                            |